# Promozione Marche 1976-1977
Nella stagione 1976-1977 la Promozione era il quinto livello del calcio italiano (il massimo livello regionale). Qui vi sono le statistiche relative al campionato in Marche.
Il campionato è strutturato in vari gironi all'italiana su base regionale, gestiti dai Comitati Regionali di competenza. Promozioni alla categoria superiore e retrocessioni in quella inferiore non erano sempre omogenee; erano quantificate all'inizio del campionato dal Comitato Regionale secondo le direttive stabilite dalla Lega Nazionale Dilettanti, ma flessibili, in relazione al numero delle società retrocesse dal Campionato Interregionale e perciò, a seconda delle varie situazioni regionali, la fine del campionato poteva avere degli spareggi sia di promozione che di retrocessione.

## Squadre partecipanti
| Squadra                    | Città                                  | Stagione precedente |
| -------------------------- | -------------------------------------- | ------------------- |
| U.S. Cameranese            | Camerino (MC)                          |                     |
| A.S. Cupramontana          | Cupramontana (AN)                      |                     |
| S.S. Durantina             | Urbania (PS)                           |                     |
| A.C. Elpidiense            | Sant'Elpidio a Mare (AP)               |                     |
| Fabriano Calcio Spa        | Fabriano (AN)                          |                     |
| A.S. Falconarese           | Falconara Marittima (AN)               |                     |
| U.S. Filottranese          | Filottrano (AN)                        |                     |
| A.S. Jesi Soc.Coop. S.r.l. | Jesi (AN)                              |                     |
| U.S. Marotta               | Marotta (PS)                           |                     |
| S.S. Matelica              | Matelica (MC)                          |                     |
| U.S. Metaurense            | Calcinelli di Saltara (PS)             |                     |
| U.S. Pergolese             | Pergola (PS)                           |                     |
| S.S. Real Montecchio       | Montecchio di S.Angelo in Lizzola (PS) |                     |
| S.S. Robur                 | Grottammare (AP)                       |                     |
| U.S. Sangiorgese           | Porto San Giorgio (AP)                 |                     |
| A.C. Sangiustese           | Monte San Giusto (MC)                  |                     |

## Classifica finale
|  | Pos. | Squadra           | Pt | G  | V  | N  | P  | GF | GS | DR  |
|  | ---- | ----------------- | -- | -- | -- | -- | -- | -- | -- | --- |
|  | 1.   | Elpidiense        | 45 | 30 | 18 | 9  | 3  | 50 | 22 | +28 |
|  | 2.   | Falconarese       | 45 | 30 | 19 | 7  | 4  | 64 | 22 | +42 |
|  | 3.   | Real Montecchio   | 34 | 30 | 11 | 12 | 7  | 37 | 28 | +9  |
|  | 4.   | Jesi              | 33 | 30 | 11 | 11 | 8  | 29 | 27 | +2  |
|  | 5.   | Sangiorgese       | 32 | 30 | 11 | 10 | 9  | 40 | 27 | +13 |
|  | 5.   | Cameranese        | 32 | 30 | 11 | 10 | 9  | 25 | 24 | +1  |
|  | 7.   | Robur Grottammare | 30 | 30 | 10 | 10 | 10 | 31 | 34 | -3  |
|  | 8.   | Fabriano Calcio   | 29 | 30 | 9  | 11 | 10 | 30 | 28 | +2  |
|  | 8.   | Matelica          | 29 | 30 | 8  | 13 | 9  | 23 | 33 | -10 |
|  | 10.  | Sangiustese       | 28 | 30 | 10 | 8  | 12 | 25 | 28 | -3  |
|  | 10.  | Pergolese         | 28 | 30 | 11 | 6  | 13 | 28 | 36 | -8  |
|  | 12.  | Durantina         | 27 | 30 | 11 | 5  | 14 | 38 | 35 | +3  |
|  | 13.  | Metaurense        | 26 | 30 | 9  | 8  | 13 | 29 | 38 | -9  |
|  | 14.  | Filottranese      | 26 | 30 | 7  | 12 | 11 | 20 | 32 | -12 |
|  | 15.  | Cupramontana      | 25 | 30 | 9  | 7  | 14 | 27 | 31 | -4  |
|  | 16.  | Marotta           | 11 | 30 | 2  | 7  | 21 | 18 | 69 | -51 |

Legenda:
      Promosso in Serie D 1977-1978.
      Retrocesso in Prima Categoria.
Regolamento:
Due punti a vittoria, uno a pareggio, zero a sconfitta.

### Spareggio per il 1º posto in classifica
|            | Risultato |             | Luogo e data           |
| ---------- | --------- | ----------- | ---------------------- |
| Elpidiense | 1 - 0     | Falconarese | Pesaro, 19 giugno 1977 |
|            |           |             |                        |